# Liao Fan
Liao Fan (廖凡S, Liào FánP; Changsha, 14 febbraio 1974) è un attore cinese.

## Biografia
Nel 2014 ha vinto l'Orso d'argento per il miglior attore al Festival di Berlino per la sua interpretazione nel film Fuochi d'artificio in pieno giorno, divenendo così il primo attore cinese a venire insignito di tale premio. Nel 2018 ha preso parte al film I figli del fiume giallo.

## Filmografia parziale
- Assembly (Jí jié hào), regia di Feng Xiaogang (2007)
- Chinese Zodiac, regia di Jackie Chan (2012)
- Fuochi d'artificio in pieno giorno (Báirì yànhuǒ), regia di Diao Yinan (2014)
- I figli del fiume giallo (Jiānghú érnǚ), regia di Jia Zhangke (2018)
- Il lago delle oche selvatiche (Nánfāng chēzhàn de jùhuì), regia di Diao Yinan (2019)

## Riconoscimenti
- Festival di Berlino[2]
  - 2014 – Miglior attore per Fuochi d'artificio in pieno giorno
- Asian Film Awards[3]
  - 2015 – Miglior attore per Fuochi d'artificio in pieno giorno

## Doppiatori italiani
Nelle versioni in lingua italiana dei suoi film, Liao Fan è stato doppiato da:
- Luca Ghignone in Fuochi d'artificio in pieno giorno
- Massimiliano Plinio ne Il lago delle oche selvatiche
- Francesco Prando ne I figli del fiume giallo